# HMS Universal (1942)
HMS Universal (P44) («Юнивёрсал», англ. Вселенная) — британская дизельная подводная лодка типа U (третьей группы). Построена на верфи «Виккерс-Армстронг» в Барроу-ин-Фёрнесс. Участвовала во Второй мировой войне. Единственная подводная лодка (и единственный корабль Королевских ВМС Великобритании), носившая подобное имя.

## Служба
Большую часть войны подлодка провела в Средиземноморье. На её счету следующие потопленные корабли: итальянские патрульные суда V-130 «Уго» (Ugo) и V-134 «Тре Сорелле» (Tre Sorelle), торговое судно «Ла Фоче» (La Foce), немецкая канонирка SG-15 (бывшая французская «Ражо де ля Туш»), немецкие торговые суда «Президент Даль Пиас» (President Dal Piaz) и «Каноза» (Canosa, бывшее французское «Корса»), немецкая канонирка FMa-06 (бывшая французская «Гуарани») и немецкий тральщик «Петрель» (Petrel). Также «Юнивёрсал» повредил испанский парусник «Севельина» (Sevellina) и итальянский танкер «Честериано» (Cesteriano), который потом был отбуксирован в Тулон. Считается также, что подлодка пыталась атаковать некий вражеский минный тральщик (со слов экипажа, неопознанный корабль был повреждён).
После войны подлодка была продана в феврале 1946 года на слом, но 3 февраля во время перехода из Фойла (Северная Ирландия) в Ньюпорт под командованием лейтенант-коммандера У.Ф.Н. Мэйна у подлодки вышли из строя двигатели. Эсминец «Саутдаун» должен был отбуксировать подлодку, однако из-за плохих погодных условий этот процесс так и не завершился: буксировочный трос рвался восемь или девять раз. В течение суток рядом с лодкой дежурили спасательные суда, которые отвезли экипаж на берег, а лодка была брошена. Пустить на слом субмарину удалось только в июне 1946 года в гавани Милфорда.